# 阴阳师 (电影)
《阴阳师》（日语：／ Onmyoji）是2001年由泷田洋二郎执导、野村萬斋主演的日本电影。改编自夢枕獏原作小说《阴阳师》。

## 情节
西元794年，長罔建京不到十年，日本的京都移至平安，從此拉開四百餘年的平安時代的序幕。京城平安都，黑暗縱橫交錯，世代與世代間曖昧的交集，鬼怪怨靈和人類共居一室。為了平衡天、地、人、鬼間的矛盾，有一類被稱作“陰陽師”的人存在著。
當時出現一位陰陽術士道尊(真田廣之飾)在朝廷上頻頻奏對，更傳出了將出現“京都的守護者”這一預言，直指左大臣藤原師輔的女兒任子所懷的嬰兒。也正因此，當這個男孩誕生並被命名為敦平親王之後，左大臣藉著預言權傾一朝，無人可比。不料他的競爭者右大臣藤原元方曾將自己的女兒安排到皇子的身邊，但現在輪到他為自己的孫子和自己的榮華不安了，朝廷上一片動蕩之色，風雨欲來。
長罔十年遷都遺留下的“強大的惡咒”如絲藤般纏繞不清，命運之手靜靜襲向不知情的安培晴明，憑著他那深不可測的魔力，終於一一克服，化解厄運。

## 角色
- 安倍晴明：野村萬斋
- 源博雅：伊藤英明
- 道尊：真田廣之
- 蜜虫：今井绘理子
- 祐姫：夏川結衣
- 捧着荧光瓜的鬼女：宝生舞
- 早良親王：萩原聖人
- 藤原元方：柄本明
- 村上天皇：岸部一徳
- 藤原師輔：矢島健一
- 桓武天皇的陰陽头：石丸謙二郎
- 藤原兼家：石井愃一
- 源忠正：螢雪次朗
- 小野清麻呂：下元史朗
- 桓武天皇：木下ほうか
- 任子：国分佐智子
- 橘右近：八巻建弐
- 伴高綱：白石雅士
- 長正：二橋進
- 康頼：大村正泰
- 綾子：立原瞳
- 静宮：山口美香
- 敦平親王：高橋拓未
- 广平親王：神宮卓
- 青音：小泉今日子

- 旁白：津嘉山正種

## 工作人员
- 監督：泷田洋二郎
- 製作総指揮：植村伴次郎
- 企画：近藤晋
- 製作：原田俊明、気賀純夫、瀬崎巖、江川信也、島谷能成
- 制片人：林哲次、濱名一哉、遠谷信幸
- 脚本：福田靖、夢枕獏、江良至
- 原作：夢枕獏『陰陽師』（文藝春秋刊）
- 音楽：梅林茂
- 撮影：栢野直樹(J.S.C.)
- 照明：長田達也
- 衣装设计：天野喜孝
- 美術：部谷京子
- 録音：小野寺修、柿沢潔
- 編集：冨田功、冨田伸子
- 時代考証：花村統由
- 衣装：斉藤育子
- 驯兽师（蛇）：鳥塚憲一

## 获奖情况
- 第56回每日电影奖录音奖
- 第44回蓝丝带奖最佳男主角奖（野村萬斋）
- 第19回ゴールデングロス賞銀奖
- 第25回日本电影金像奖[1]
  - 最優秀録音賞
  - 新人俳優賞（野村萬斋）
  - 優秀主演男優賞（野村萬斋）
  - 優秀助演女優賞（小泉今日子）
  - 優秀監督賞
  - 優秀撮影賞
  - 優秀照明賞
  - 優秀編集賞
  - 優秀美術賞
  - 優秀音楽賞